# Špinadija
Shpenadi en albanais et Špinadija en serbe latin (en serbe cyrillique : Шпинадија) est un village du Kosovo situé dans la commune/municipalité de Prizren et dans le district de Prizren/Prizren. Selon le recensement kosovar de 2011, elle compte 1 168 habitants.
Shpenadi est également sous d'autres noms albanais comme Shpinadi ou Shpenadia.

## Géographie
Shpenadi/Špinadija est situé à environ 7 kilomètres au nord de la ville de Prizren, sur la route qui conduit à Rahovec/Orahovac et à Suharekë/Suva Reka.

## Histoire
Le village est mentionné pour la première fois au XIVe siècle dans une charte de l'empereur Dušan. Il conserve les ruines d'une église dotée d'un narthex et d'une abside triangulaire ; l'église, qui remonte probablement au XVIe siècle, est entourée d'un vieux cimetière serbe abritant des pierres tombales en forme de croix. L'ensemble est aujourd'hui inscrit sur la liste des monuments culturels de l'Académie serbe des sciences et des arts et sur celle des monuments culturels du Kosovo.

## Démographie

### Évolution historique de la population dans la localité
| 1948 | 1953 | 1961 | 1971 | 1981 | 1991 | 2011  |
| ---- | ---- | ---- | ---- | ---- | ---- | ----- |
| 391  | 343  | 423  | 584  | 764  | 866  | 1 168 |

|  |

### Répartition de la population par nationalités (2011)
En 2011, les Albanais représentaient 93,24 % de la population et les Égyptiens 5,14 %.